# Yonezawa Takeshi
Takeshi Yonezawa (sinh ngày 6 tháng 2 năm 1969) là một cầu thủ bóng đá người Nhật Bản.

## Sự nghiệp câu lạc bộ
Takeshi Yonezawa đã từng chơi cho Júbilo Iwata và Gamba Osaka.